# Jaap Buijs (verzetsstrijder)
Jacob (Jaap) Buijs (Zaandam, 17 februari 1888 – aldaar, 10 november 1960) was een Nederlandse verzetsstrijder tijdens de Tweede Wereldoorlog. Hij was een van de leiders van het Nationaal Steunfonds.

## Levensloop
Buijs was eigenaar van houthandel Onega te Zaandam. Voor de oorlog was hij actief lid van de socialistische SDAP. Na de Duitse machtsovername in mei 1940 werden alle bestaande politieke partijen, met uitzondering van de Nationaal-Socialistische Beweging (NSB), verboden. Als tegenhanger van de NSB werd de Nederlandsche Unie opgericht. De oprichters hoopten zo de NSB de wind uit de zeilen te halen. De Unie had op haar hoogtepunt een miljoen sympathisanten, maar kreeg van de Duitsers veel beperkingen opgelegd.
In Zaandam had de Nederlandsche Unie al snel meer dan duizend leden. Buijs nam de rol van secretaris/penningmeester op zich, terwijl Walraven van Hall de rol van voorzitter vervulde. Buijs was zeer kritisch op de landelijke leiding van de Unie, omdat hij hen te meegaand vond. In december 1941 werd de Unie verboden. In het geheim woonde Buijs overigens nog bijeenkomsten bij van de verboden SDAP.
Walraven van Hall en Buijs waren in oktober 1941 begonnen met het inzamelen van geld voor gezinnen van zeelieden die niet naar Nederland konden of wilden terugkeren. De Duitse machthebber stond rederijen namelijk toe alleen een klein bedrag aan de gezinnen ter ondersteuning over te maken. Dit was te weinig om in het levensonderhoud te voorzien. Op die manier hoopte de Duitsers om zeelieden te ontmoedigen zich aan de kant van de geallieerden te scharen. Buijs was verantwoordelijk voor de inning van het geld binnen de Zaan voor de zogeheten zeemanspot, terwijl Walraven van Hall contact zocht daarbuiten.
Door de acties van Van Hall ontstond er een veel breder netwerk waaruit het Nationaal Steunfonds voortkwam. De bijstand werd bijvoorbeeld ook uitgebreid naar de gezinnen van ondergedoken militairen. In drie jaar tijd werd 5.2 miljoen gulden uitgekeerd. Buijs zelf stak 3000 gulden aan spaargeld in het fonds. Later werkte het Steunfonds ook nauw samen met de Landelijke Organisatie voor Hulp aan Onderduikers en financierde een groot deel van het verzet. Buijs groeide na verloop van tijd tot een landelijk verzetsleider. Zijn zoon Cees nam de lokale verantwoordelijkheden over. Aandacht voor zijn houthandel had Buijs nauwelijks meer.
Tijdens een vergadering in januari 1945 met verschillende leiders van het verzet deed de Sicherheitsdienst een inval. Buijs vluchtte nog de tuin in, maar werd daar aangehouden. De vergadering bleek verraden door Johan van Lom. Teus van Vliet, betrokken bij de Landelijke Organisatie voor Hulp aan Onderduikers, wist in eerste instantie nog te ontkomen, maar werd een paar dagen later alsnog gepakt. Hij vertelde zijn ondervragers plek en tijdstip van een vergadering waar Walraven van Hall bij aanwezig was. Van Vliet ging ervan uit dat het verzet op de hoogte was van zijn arrestatie en dat de vergadering afgelast of verplaatst zou worden. Dat gebeurde niet en de Duitsers kregen Van Hall in handen.
Van Hall kwam in de cel naast Buijs in het Huis van Bewaring aan de Weteringschans en had veel contact met hem in de laatste dagen voor zijn eigen executie. Buijs werd vaak ondervraagd en kreeg weinig te eten, maar overleefde de oorlog. Dat had hij vreemd genoeg te danken aan Van Lom die met de Duitsers de afspraak had gemaakt dat de verzetslieden die door zijn verraad gepakt werden niet geëxecuteerd zouden worden. Vanaf 22 april 1945 zat Buijs vast in het Oranjehotel in Scheveningen. Pas twee dagen na de Duitse capitulatie, op 7 mei, kwam Buijs zwaar ondervoed op vrije voeten.
Buijs droeg in de jaren daarna zorg voor Van Halls' weduwe Tiny en drie kinderen, tot zijn overlijden in 1960. 

## Eerbetoon
Van de Amerikaanse overheid ontving Buijs in 1953 de Medal of Freedom. Andere onderscheidingen heeft hij geweigerd.